# Carnéades

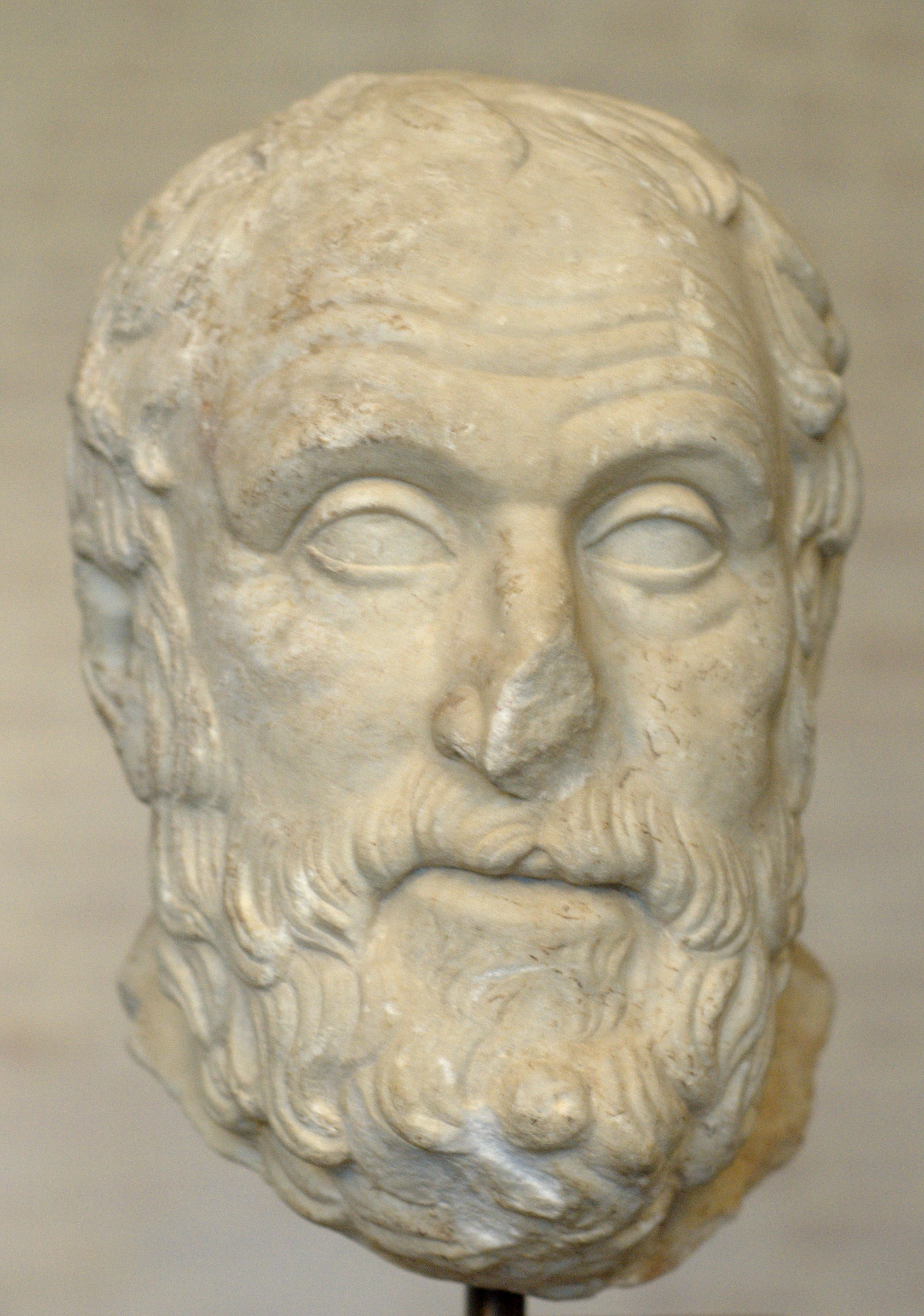
Cópia romana da escultura do rosto de Carnéades (214-129 a.C). Cópia em exposição na Ágora de Atenas

Carnéades, dito o platônico (em grego: Καρνεάδης; romaniz.: Karneádēs), foi um filósofo grego nascido em Cirene no ano de 214 a.C. Suas ideias filosóficas iam contra vários antigos preceitos. Foi um crítico do estoicismo, criando as bases do ceticismo. De fato, Carnéades foi um cético radical e o primeiro filósofo a apontar o suposto fracasso dos  metafísicos, que pretendiam encontrar um significado racional nas crenças religiosas. Foi escolarca da Academia Platônica. Batizaram com o seu nome o experimento mental denominado Tábua de Carnéades.
Em 155 a.C. ele e mais dois filósofos, Critolau, o peripatético, e Diógenes, o Estoico, foram levados em missão diplomática, de Atenas a Roma, onde fizeram conferências. Em uma delas, Carnéades afirmou que os deuses não existiam e que a justiça e injustiça são questão de pura conveniência. Essa declaração fez com que Catão fosse ao Senado, propondo que os três filósofos fossem mandados de volta a Atenas.